# SunView
SunView (Sun Visual/Integrated Environment for Workstations) is een stopgezette gebruikersinterfacetoolkit en venstersysteem van Sun Microsystems die gelanceerd werd in 1985 en die vanaf SunOS versie 3.0 deel uitmaakte van de Unix-implementatie van Sun. Sun had in 1983 ondersteuning geïntroduceerd voor een op vensters gebaseerde omgeving die bekendstaat als het Sun Window System, met de Sunwindows (of SunWindows) windowmanager en Suntools (of SunTools) gebruikersinterfacetoolkit.
SunWindows was een van de eerste veelgebruikte Unix-venstersystemen en vertrouwde, in tegenstelling tot latere Unix-venstersystemen, op speciale ondersteuning in de systeemkernel. De kernelondersteuning beperkte zich echter tot het vensterhiërarchiebeheer en was daarom minder invasief dan andere vroege implementaties van venstersystemen. In SunWindows werden grafische bewerkingen uitgevoerd door applicaties en niet in de kernel. SunView werd geïntroduceerd als een objectgeoriënteerde laag bovenop het SunWindows-platform om de toenemende complexiteit van het onderliggende systeem aan te pakken en de ontwikkeling van gebruikersinterfaces te vergemakkelijken. SunView draaide op Sun's desktop- en deskside-werkstations en bood een interactieve grafische omgeving voor technisch computergebruik, desktoppublishing, medische en andere toepassingen van de jaren 80, op monochrome, grijswaarden- en kleurenschermen met hoge resolutie.

## Productiviteitssoftware
SunView bevat een volledige collectie van grafische productiviteitsapplicaties, waaronder een e-maillezer, agendatool, teksteditor, klok, voorkeuren en menubeheerinterface. Het idee om dergelijke software met het basisbesturingssysteem te leveren liep jaren voor op de rest van de industrie.
De originele collectie SunView-productiviteitsapplicaties van Sun werd later geporteerd naar X, met de OPEN LOOK look-and-feel. Deze toolset, bekend als de DeskSet-productiviteitstoolset, was een onderscheidend element van Sun's OpenWindows-desktopomgeving.
De DeskSet-tools werden een verenigende factor aan het einde van de Unixoorlogen, waarin de open systeemindustrie verwikkeld was in een strijd die jaren had geduurd. Als onderdeel van het COSE-initiatief werd besloten dat de gebundelde applicaties van Sun opnieuw zouden worden geporteerd, dit keer naar de Motif-widgettoolkit, en het resultaat zou deel uitmaken van CDE. Dit werd een tijdlang de standaard voor alle open-systeemleveranciers.
De volledige collectie van groepsproductiviteitstoepassingen die Sun gebundeld had met de desktopwerkstations bleek een belangrijke erfenis van SunView te zijn. Terwijl de onderliggende infrastructuur, protocollen en venstersystemen veranderden, bleven de Sun-toepassingen grotendeels hetzelfde, waardoor de interoperabiliteit met eerdere implementaties behouden bleef.

## Opvolgers
SunView zou vervangen worden door NeWS, een geavanceerder venstersysteem gebaseerd op PostScript. De werkelijke opvolger werd echter OpenWindows, waarvan de windowserver SunView, NeWS en het X Window System ondersteunde. Ondersteuning voor de weergave van SunView-programma's werd na Solaris 2.2 uitgefaseerd. Sun leverde een toolkit voor X genaamd XView, met een API die vergelijkbaar was met die van SunView, waardoor de overgang voor ontwikkelaars tussen de twee omgevingen werd vereenvoudigd.
Sun kondigde later zijn migratie van CDE naar de GNOME-desktopomgeving aan, wat het einde betekende van Sun's 20-jarige geschiedenis van het gebruik van de SunView/DeskSet-codebase. CDE, inclusief de DeskSet-componenten die het gebruikte, werd in 2012 open source.